# IC 5103
IC 5103 је спирална галаксија у сазвјежђу Паун која се налази на листи објеката дубоког неба у Индекс каталогу.
Деклинација објекта је - 74° 4' 10" а ректасцензија 21h 29m 13,4s. Привидна величина (магнитуда) објекта IC 5103 износи 14,3 а фотографска магнитуда 15,0. IC 5103 је још познат и под ознакама ESO 47-31, PGC 66841.